# Glam metal
Glam metal (também conhecido como hair metal ou sleaze metal e, ainda, muitas vezes referido como sinônimo de pop metal) é um sub-gênero do heavy metal que combina elementos do glam rock e hard rock com a música pop. Foi bastante popular em toda a década de 1980 e início da década de 1990. As bandas de glam metal adotaram uma aparência, assim como no glam rock e na cultura punk, exageradamente extravagante.
Os integrantes cultivavam uma aparência andrógina não só com cabelos longos, mas também um guarda-roupa em que as cores e o brilho predominavam. O uso de maquiagem também era bastante comum. Vale ressaltar que o contexto de extravagância não se limitava só à aparência, as performances em palco também eram bastante diferenciadas.
Dentre as bandas de glam metal que mais tiveram destaque nas décadas 1980 e 1990 estão Bon Jovi, Stryper, Europe, Poison, Twisted Sister, Guardian, Cinderella, Warrant, Skid Row, Holy Soldier, W.A.S.P., Guns N' Roses e Mötley Crüe, sendo que algumas delas, como a banda Bon Jovi, tiveram que se reinventar nas décadas seguintes, tendo administrado carreiras bem-sucedidas.
O gênero perdeu o interesse popular no final da década de 1980, sendo que o principal fator em seu declínio foi a ascensão do grunge no início de 1990, que tinha uma estética totalmente nova e contrastada ao estilo visual e comportamental do glam metal.

## História
O hard rock, e o heavy metal começaram a ganhar destaque no final dos anos 60, com Deep Purple, Led Zeppelin e Alice Cooper, entre outros, gravando seus primeiros álbuns. Bandas como Quiet Riot e KISS surgiram nos anos 70, e aproveitaram, cada uma à sua maneira, o comportamento e visual chamativo de T. Rex, David Bowie, Johnny Thunders, Mott the Hoople e New York Dolls, verdadeiros precursores do estilo glam.
Em meados dos anos 80 algumas bandas de hard rock e heavy metal adotaram o exagerado visual carregado e andrógino – Hanoi Rocks, Ratt, Bon Jovi, Poison, Mötley Crüe – entre outros, representando o estilo. Antes ainda, surgiu uma fase de busca por extremo virtuosismo instrumental, iniciada com o lançamento do primeiro disco do Van Halen, cujo guitarrista, Eddie Van Halen passou a ser bastante influente. A temática das canções era por vezes romântica com riffs longos, e muitas vezes enaltecia o hedonismo e o excesso relativamente a sexo e mulheres, dinheiro, drogas e fama.
O estilo virou uma febre nos Estados Unidos e difundiu-se mundo afora, com a ajuda da MTV e seus videoclipes – na época uma novidade. Ao mesmo tempo em que algumas bandas se destacavam em shows super produzidos com grandes palcos, luzes, explosões e pilhas de amplificadores, muitas outras surgiram, sem o mesmo talento, de certa forma inflacionando o mercado. O glam se tornou uma caricatura de si próprio, e passou a ser esnobado e ridicularizado propositalmente pela própria MTV, que precisava de um novo estilo para explorar comercialmente, tendo-o encontrado no grunge, com suas temáticas existencialistas e tom depressivo, antagônico ao espírito de festa do glam, como era conhecido.

## Características e terminologia
Musicalmente, o glam metal combina um som tradicional de heavy metal com elementos de hard rock e punk rock, adicionando ganchos criativos e riffs de guitarra criados pela música pop.[carece de fontes?] Como outras músicas de heavy metal da década de 1980, eles geralmente apresentam shred guitar solos. Eles também incluem o uso extensivo de harmonias, particularmente características nas power ballads - músicas lentas e emocionais que gradualmente constroem para um final forte. Estes estavam entre os singles mais bem sucedidos comercialmente do gênero e abriram isso para um público mais amplo que não teria sido atraído pelo heavy metal tradicional. Os temas líricos geralmente lidam com o amor e a luxúria, com músicas muitas vezes dirigidas a uma mulher em particular. 
Esteticamente, o glam metal atrai fortemente o glam rock da década de 1970, frequentemente com cabelos backcombed muito longos, uso de maquiagem, roupas apertadas e acessórios (principalmente consistindo de jeans ou jeans de couro apertado, spandex e headbands).  Os aspectos visuais do Glam Metal apelaram para os produtores de televisão musical, em particular a MTV, cujo estabelecimento coincidiu com a ascensão do gênero. Artistas de glam metal tornaram-se infames por seus estilos de vida descarados de drogas, strippers e festas noturnas, que estavam amplamente cobertas pela imprensa sensacionalista. 
A socióloga Deena Weinstein aponta para o grande número de termos usados para descrever mais formas comerciais de heavy metal, que ela se agrupa como metal lite. Estes incluem, ao lado de glam metal: metal melódico, metal falso, bandas de poodle, nerf metal, pop metal ou metal pop, o último dos quais foi cunhado pelo crítico Philip Bashe em 1983 para descrever bandas como Van Halen e Def Leppard. AllMusic distingue o metal pop, que se refere a toda a cena do heavy rock e heavy metal da década de 1980 (incluindo Def Leppard, Bon Jovi, Europe), do hair metal, cujas características são roupas chamativas e maquiagem pesada (como encarnado por Poison e Mötley Crüe). O uso do termo desgatante hair metal começou no início da década de 1990, à medida que o grunge ganhou popularidade à custa do metal dos anos 80.  Na "árvore genealógica definitiva do metal" de seu documentário Metal: A Headbanger's Journey, o antropólogo Sam Dunn diferencia o pop metal, que inclui bandas como Def Leppard, Europe e Whitesnake, de bandas de glam metal que incluem Mötley Crüe e Poison. 